# Frida Hansdotter
Frida Marie Hansdotter (nascida em 13 de dezembro de 1985) é uma atleta sueca Copa do Mundo pilota de esqui alpino e campeã olímpica. Ela compete em slalom. Hans Johansson, pai de Frida Hansdotter,  também foi um "alpine racer". e ela é prima em segundo grau do príncipe Daniel, Duque da Gotalândia Ocidental.

## Carreira
Nascida em Västerås, Hansdotter representou a Suécia em Olimpíadas de Inverno de 2010, os jogos Olímpicos de Inverno de 2014, e em seis Campeonatos do Mundo. Ela ganhou sua primeira Copa do Mundo a vitória em Kranjska Gora, em 2014, depois de oito vice-campeão acabamentos, mais na história da Copa do Mundo sem uma vitória.
Ela foi vice-campeão no slalom temporada de classificação, em 2014 e 2015, e conquistou o título em 2016.
Hansdotter ganhou três medalhas no slalom, no Campeonato do Mundo: prata em 2015 e bronze em 2013 e 2017.
Durante os Jogos Olímpicos de Inverno de 2018, ela ganhou o de mulheres slalom competição.

## Resultados da Copa do mundo

### Temporada títulos
- 1 título (1 slalom)

| Temporada | Disciplina |
| --------- | ---------- |
| 2016      | Slalom     |

### Temporada classificação
| Season | Age | Overall | Slalom | Giant slalom | Super-G | Downhill | Combined |
| ------ | --- | ------- | ------ | ------------ | ------- | -------- | -------- |
| 2007   | 21  | 89      | 30     | —            | —       | —        | —        |
| 2008   | 22  | 53      | 19     | 45           | —       | —        | —        |
| 2009   | 23  | 28      | 9      | 44           | —       | —        | 27       |
| 2010   | 24  | 62      | 18     | —            | —       | —        | —        |
| 2011   | 25  | 46      | 14     | —            | —       | —        | —        |
| 2012   | 26  | 25      | 9      | 45           | —       | —        | —        |
| 2013   | 27  | 10      | 4      | 12           | —       | —        | —        |
| 2014   | 28  | 10      | 2      | 26           | —       | —        | —        |
| 2015   | 29  | 6       | 2      | 14           | —       | —        | —        |
| 2016   | 30  | 5       | 1      | 8            | —       | —        | —        |
| 2017   | 31  | 13      | 4      | 32           | —       | —        | —        |
| 2018   | 32  | 7       | 3      | 20           | —       | —        | —        |

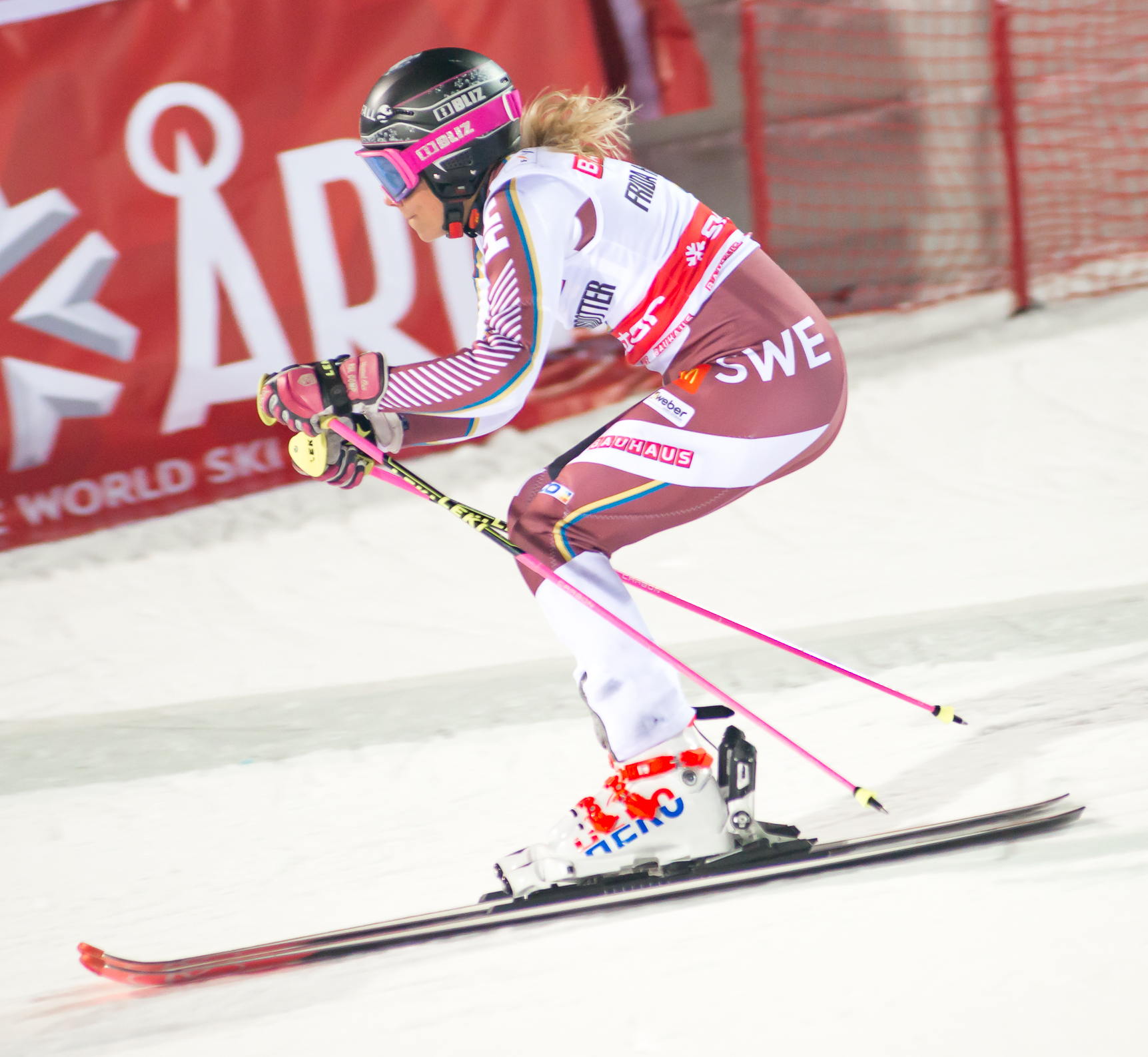
Frida Hansdotter em Hammarbybacken, de janeiro de 2018

- Frida Hansdotter em Hammarbybacken, de janeiro de 2018Classificação por meio de 4 de fevereiro de 2018

### Corrida pódios

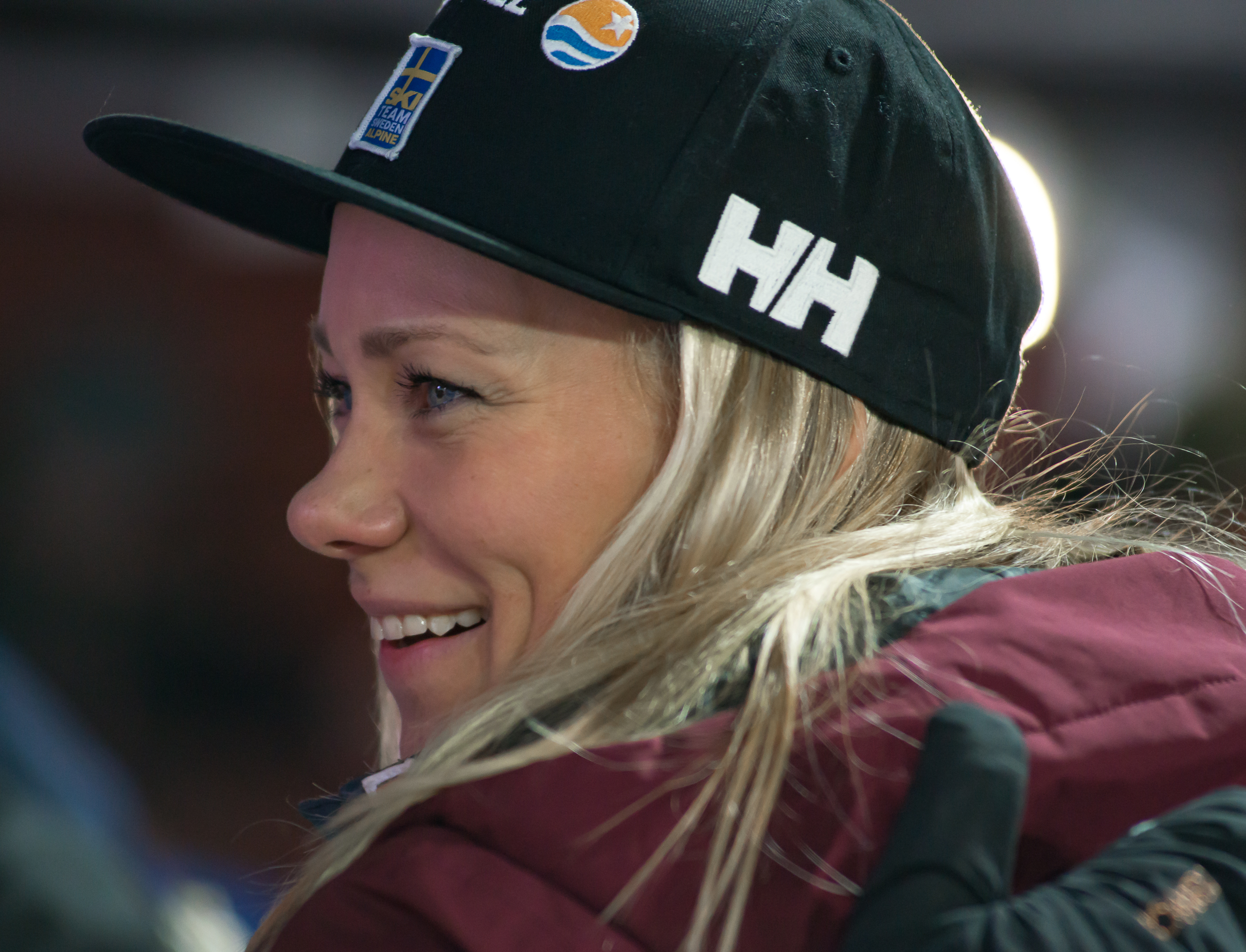
Frida Hansdotter em Hammarbybacken, de janeiro de 2018

- 4 vitórias – (4 SL)
- 31 pódios – (30 SL, 1 PSL)

| Season | Date        | Location                 | Discipline      | Place |
| ------ | ----------- | ------------------------ | --------------- | ----- |
| 2009   | 7 Mar 2009  | Ofterschwang, Germany    | Slalom          | 2nd   |
| 2012   | 11 Feb 2012 | Soldeu, Andorra          | Slalom          | 2nd   |
| 2013   | 20 Dec 2012 | Åre, Sweden              | Slalom          | 2nd   |
| 2013   | 4 Jan 2013  | Zagreb, Croatia          | Slalom          | 2nd   |
| 2013   | 15 Jan 2013 | Flachau, Austria         | Slalom          | 2nd   |
| 2013   | 27 Jan 2013 | Maribor, Slovenia        | Slalom          | 2nd   |
| 2014   | 17 Dec 2013 | Courchevel, France       | Slalom          | 2nd   |
| 2014   | 14 Jan 2014 | Flachau, Austria         | Slalom          | 2nd   |
| 2014   | 2 Feb 2014  | Kranjska Gora, Slovenia  | Slalom          | 1st   |
| 2014   | 15 Mar 2014 | Lenzerheide, Switzerland | Slalom          | 2nd   |
| 2015   | 15 Nov 2014 | Levi, Finland            | Slalom          | 2nd   |
| 2015   | 30 Nov 2014 | Aspen, USA               | Slalom          | 2nd   |
| 2015   | 13 Dec 2014 | Åre, Sweden              | Slalom          | 3rd   |
| 2015   | 13 Jan 2015 | Flachau, Austria         | Slalom          | 1st   |
| 2015   | 21 Mar 2015 | Méribel, France          | Slalom          | 2nd   |
| 2016   | 28 Nov 2015 | Aspen, USA               | Slalom          | 3rd   |
| 2016   | 29 Nov 2015 | Aspen, USA               | Slalom          | 2nd   |
| 2016   | 13 Dec 2015 | Åre, Sweden              | Slalom          | 2nd   |
| 2016   | 29 Dec 2015 | Lienz, Austria           | Slalom          | 1st   |
| 2016   | 12 Jan 2016 | Flachau, Austria         | Slalom          | 3rd   |
| 2016   | 15 Jan 2016 | Flachau, Austria         | Slalom          | 2nd   |
| 2016   | 23 Feb 2016 | Stockholm, Sweden        | Parallel slalom | 2nd   |
| 2016   | 19 Mar 2016 | St. Moritz, Switzerland  | Slalom          | 3rd   |
| 2017   | 8 Jan 2017  | Maribor, Slovenia        | Slalom          | 3rd   |
| 2017   | 10 Jan 2017 | Flachau, Austria         | Slalom          | 1st   |
| 2017   | 18 Mar 2017 | Aspen, USA               | Slalom          | 3rd   |
| 2018   | 28 Dec 2017 | Lienz, Austria           | Slalom          | 3rd   |
| 2018   | 3 Jan 2018  | Zagreb, Croatia          | Slalom          | 3rd   |
| 2018   | 7 Jan 2018  | Kranjska Gora, Slovenia  | Slalom          | 2nd   |
| 2018   | 9 Jan 2018  | Flachau, Austria         | Slalom          | 3rd   |
| 2018   | 28 Jan 2018 | Lenzerheide, Switzerland | Slalom          | 2nd   |

## Campeonato do mundo de resultados
| Year | Age | Slalom | Giant slalom | Super-G | Downhill | Combined |
| ---- | --- | ------ | ------------ | ------- | -------- | -------- |
| 2007 | 21  | —      | —            | 30      | —        | —        |
| 2009 | 23  | 15     | DNF1         | DNF     | —        | DNF1     |
| 2011 | 25  | 8      | —            | —       | —        | —        |
| 2013 | 27  | 3      | 5            | —       | —        | —        |
| 2015 | 29  | 2      | 12           | —       | —        | —        |
| 2017 | 31  | 3      | 16           | —       | —        | —        |

## Olímpico resultados
| Ano  | Idade | Slalom | Gigante slalom | Super-G | Downhill | Combinado |
| ---- | ----- | ------ | -------------- | ------- | -------- | --------- |
| 2010 | 24    | 15     | —              | —       | —        | —         |
| 2014 | 28    | 5      | 13             | —       | —        | —         |
| 2018 | 32    | 1      | 6              | —       | —        | —         |